# Jean-Jacques Guyon
Jean-Jacques Guyon (n. 21 decembrie 1932, Paris, Île-de-France, Franța – d. 20 decembrie 2017, Fontainebleau, Île-de-France, Franța) a fost un sportiv ce a reprezentat Franța, medaliat olimpic. A participat la o ediție a Jocurilor Olimpice (1968) în care a câștigat o medalie de aur.

## Participări
Lista de mai jos prezintă principalele competiții la care a participat Jean-Jacques Guyon de-a lungul carierei.
- Jocurile Olimpice de vară din 1968[5][3]